# 물리학에서 K이론
끈 이론에서 K-이론 분류는 수학의 한 분야인 K-이론을 초끈 이론에 적용하여 허용된 라몽-라몽 장 세기와 안정적인 D-막의 전하를 분류하는 것을 말한다.
응집 물질 물리학에서 K-이론은 특히 위상 절연체, 초전도체 및 안정적인 페르미 표면의 위상 분류에서 중요한 응용을 발견했다(Kitaev (2009), Horava (2005)).

## 역사
D-막 전하에 적용되는 이 추측은 Minasian & Moore (1997)에 의해 처음 제안되었다. Witten (1998)은 IIB 유형 끈이론이 타키온 응축 후 D9 및 반-D9-막의 스택으로서 아쇼케 센의 임의의 D-막 구성의 실현으로부터 자연스럽게 발생함을 입증했다.
이러한 막 스택은 비틀림 Neveu-Schwarz(NS) 3형 배경에서 일치하지 않으며, Kapustin (2000)이 강조한 바와 같이 K-이론 분류를 그러한 경우로 확장하는 것을 어렵게 만든다. Bouwknegt & Varghese (2000)이 문제에 대한 해결책을 제안했다. D-막은 일반적으로 이전에 Rosenberg (1989)에 의해 정의된 뒤틀린 K-이론으로 분류된다.

## 응용
D-막의 K-이론 분류는 수많은 응용 분야를 가지고 있다. 예를 들어, Hanany & Kol (2000) 오리엔티폴드 단일 평면이 8종이 있다고 주장하기 위해 그것을 사용했다. Uranga (2001) 플럭스 압축을 위한 새로운 일관성 조건을 도출하기 위해 K-이론 분류를 적용했다. K-이론은 또한 Bouwknegt, Evslin & Varghese (2004)에 의해 T-이중성 다양체의 위상 수학에 대한 공식을 추측하는 데 사용되었다. 최근 K-이론은 일반화 복소다양체에 대한 축소화에서 스피너를 분류하는 것으로 추측되었다.

### 미해결 문제
이러한 성공에도 불구하고 RR 플럭스는 K-이론으로 분류되지 않는다. Diaconescu, Moore & Witten (2003) K-이론 분류가 IIB 끈 이론의 S-이중성과 양립할 수 없다고 주장했다.
또한 콤팩트 10차원 시공간에서 플럭스를 분류하려고 하면 RR 플럭스의 자기 쌍대성으로 인해 복잡해진다. 쌍대성은 계량에 따라 다르므로 일반적으로 무리수인 연속적 값을 가지는 호지 별을 사용한다. 따라서 K-이론에서 천 특성류로 해석되는 모든 RR 플럭스가 유리적일 수 있는 것은 아니다. 그러나 천 특성류는 항상 유리적이므로 K-이론 분류는 대체되어야 한다. 양자화 할 플럭스의 절반 또는 기하학적 양자화에서 영감을 받은 Diaconescu, 무어, 위튼 및 이후 Varghese & Sati (2004)의 언어에서 편광을 선택해야 한다. 또는 Maldacena, Moore & Seiberg (2001) 수행한 것처럼 9차원 시간 단면의 K-이론을 사용할 수 있다.

## RR 플럭스의 K-이론 분류
유형 II 초중력인 유형 II 끈 이론의 고전적 극한에서 라몽-라몽 장 세기는 미분 형식이다. 양자 이론에서 D-막의 분배 함수가 잘 정의됨은 RR 장 세기가 시공간이 콤팩트 할 때 또는 공간 단면이 콤팩트하고 공간 방향을 따라 놓여 있는 장 세기의 (자기) 구성 요소만 고려할 때 디랙 양자화 조건을 따른다는 것을 의미한다. 이로 인해 20세기 물리학자들은 정수 계수가 있는 코호몰로지를 사용하여 RR 장 세기를 분류했다.
그러나 일부 저자는 정수 계수를 갖는 시공간의 코호몰로지가 너무 크다고 주장했다. 예를 들어, Neveu-Schwarz H-플럭스 또는 non-spin 순환이 있는 경우 일부 RR 플럭스는 D-막의 존재를 나타낸다. 전자의 경우 이것은 NS 3-형식과 RR 플럭스의 곱이 D-막 전하 밀도라는 초중력 운동 방정식의 결과이다. 따라서 막이 없는 구성에 존재할 수 있는 위상 수학적으로 구별되는 RR 장 세기 집합은 정수 계수가 있는 코호몰로지의 부분 집합일 뿐이다.
이러한 클래스 중 일부는 큰(large) 게이지 변환과 관련되어 있기 때문에 이 부분 집합은 여전히 너무 크다. 양자전기역학에는 윌슨 고리에 {\displaystyle 2\pi }의 정수 배수를 추가하는 큰 게이지 변환이 있다. 유형 II 초중력 이론의 p형 포텐셜도 이러한 큰 게이지 변환을 즐기지만, 초중력 작용에 천-사이먼스 형식 항이 존재하기 때문에 이러한 큰 게이지 변환은 p형 포텐셜뿐만 아니라 (p+ 3) - 장 세기를 형성한다. 따라서 앞서 언급한 정수 코호몰로지의 부분 집합에서 등가 장 세기의 공간을 얻으려면 이러한 큰 게이지 변환으로 몫을 계산해야 한다.
아티야-히르체부르흐 스펙트럼 열은 정수 계수 코호몰로지의 부분 집합의 몫으로 NS 3형 장 세기에 의해 주어진 꼬임과 함께 뒤틀린 K 이론을 구성한다. 유리수 계수로 작업하는 것에 해당하는 고전적 극한에서 이것은 정확히 초중력에서 위에서 설명한 부분 집합의 몫이다. 양자 보정은 꼬임 동치류에서 나오며 프리드-위튼 변칙으로 인한 mod 2 꼬임 보정을 포함한다.
따라서 뒤틀린 K-이론은 큰 게이지 변환으로 몫을 취한 D-막이 없을 때 존재할 수 있는 RR 장 세기의 부분 집합을 분류한다. 다니엘 프리드는 미분 K-이론을 사용하여 RR 퍼텐셜도 포함하도록 이 분류를 확장하려고 시도했다.

## D-막의 K-이론 분류
K-이론은 D-막을 축소화되지 않은 시공간으로 분류하며, 갈 곳이 없는 막에서 발생하는 플럭스에 대해 걱정하지 않는 시공간에서 직관적으로 분류한다. 10d 시공간의 K-이론은 D-막을 해당 시공간의 부분 집합으로 분류하는 반면, 시공간이 시간과 고정된 9-다양체의 곱인 경우 K-이론은 또한 각 9차원에서 보존된 D-막 전하를 분류한다. 공간 단면. RR 장 세기의 K-이론 분류를 얻기 위해 RR 전위를 잊어야 하는 반면, D-막의 K-이론 분류를 얻으려면 RR 장 세기를 잊어야 한다.

### K-이론 전하 대 BPS 전하
Petr Hořava가 강조한 것처럼 D-막의 K-이론 분류는 BPS 상태 의 분류와 독립적이며 어떤 면에서는 더 강력하다. K-이론은 초대칭 기반 분류에서 놓친 안정적인 D-막을 분류하는 것으로 보인다.
예를 들어, 꼬임 전하, 즉 위수 N인 순환 군 {\displaystyle \mathbf {Z} _{N}}의 전하가 있는 D-막은 서로를 끌어당기므로 결코 BPS가 될 수 없다. 사실, 그러한 막들은 붕괴할 수 있는 반면, 보고몰니 경계를 만족하는 막의 중첩은 결코 붕괴할 수 없다. 그러나 그러한 막의 전하는 N을 법으로 보존되며 이는 BPS 분류가 아닌 K-이론 분류에 의해 포착된다. 이러한 꼬임 막은 예를 들어 초대칭 U(N) 게이지 이론에서 더글러스-쉔케르 끈을 모델링하는 데 적용되었다.

### 타키온 응축의 K-이론
아쇼케 센은 위상 수학적으로 중요하지 않은 NS 3형 플럭스가 없는 경우 타키온 응축을 통해 공간을 채우는 D9 및 반 D9 막의 스택에서 모든 IIB 막 구성을 얻을 수 있다고 추측했다. 결과 막의 위상 수학은 공간 채우기 막의 스택에 있는 게이지 다발의 위상 수학으로 인코딩된다. D9 및 반 D9 스택의 게이지 다발 위상수학은 D9의 게이지 다발과 반 D9의 또 다른 다발로 분해될 수 있다. 타키온 응축은 이러한 다발 쌍을 동일한 다발이 쌍의 각 구성 요소와 직합되는 다른 쌍으로 변환한다. 따라서 타키온 응축 불변량, 즉 타키온 응축 과정에 의해 보존되는 전하는 한 쌍의 다발이 아니라 쌍의 양쪽에 있는 동일한 다발의 직합 아래 한 쌍의 다발의 동치류이다. 이것은 정확히 위상 K-이론의 일반적인 구성이다. 따라서 D9 및 Anti-D9 스택의 게이지 다발은 위상 K 이론에 의해 분류된다. 센의 추측이 맞다면 IIB 유형의 모든 D-막 구성은 K-이론에 의해 분류된다. Petr Horava는 이 추측을 D8 막을 사용하여 IIA 유형으로 확장했다.

### MMS 순간자의 뒤틀린 K-이론
K-이론 분류의 타키온 응축 사진은 D-막을 NS 3형 플럭스가 없는 10차원 시공간의 부분 집합으로 분류하는 반면, 말다세나, 무어, 자이베르크 그림은 유한 질량을 갖는 안정적인 D-막을 시공간의 9차원 공간 단면으로 분류한다.
중심 관찰은 특정 주기를 감싸는 Dp-막이 D(p-2)-막 및 때때로 D(p- 4) 고통받는 Dp-막에서 끝나는 막. 이러한 삽입된 막은 무한대로 계속될 수 있으며, 이 경우 복합 객체는 무한한 질량을 갖거나, 그렇지 않으면 반-Dp-막에서 끝날 수 있으며, 이 경우 총 Dp-막 전하는 0이다. 두 경우 모두 스펙트럼에서 비정상적인 Dp-막을 제거하고 원래 통합 코호몰로지의 부분 집합만 남기고 싶을 수 있다.
이 삽입된 막은 불안정하다. 이것을 보기 위해 그것들이 변칙적인 막으로부터 시간이 지남에 따라 (과거로) 연장된다고 상상해보자. 이는 삽입된 막이 형성된 Dp-막을 통해 붕괴되어 앞서 언급한 사이클을 감싸고 사라지는 과정에 해당한다. MMS는 이 과정을 순간적이라고 하지만 실제로는 순간적일 필요는 없다.
따라서 보존된 전하는 불안정한 삽입에 의해 인용된 비변칙적 부분 집합이다. 이것은 정확히 하나의 뒤틀린 K-이론의 아티야-히르체부르흐 스펙트럼 열 구성이다.

## 뒤틀린 K-이론과 S-이중성의 조화
Diaconescu, 무어 및 위튼은 뒤틀린 K-이론 분류가 유형 IIB 끈 이론의 S-이중성 공변성과 호환되지 않는다고 지적했다. 예를 들어, 아티야-히르체부르흐 스펙트럼 열 (AHSS)에서 라몽-라몽 3형 장 강도 G 3 에 대한 제약 조건을 고려하자.
{\displaystyle d_{3}G_{3}=Sq^{3}G_{3}+H\cup G_{3}=G_{3}\cup G_{3}+H\cup G_{3}=0}
여기서 d 3 =Sq 3 +H는 AHSS에서 첫 번째 중요하지 않은 미분이고, Sq3은 세 번째 스틴로드 제곱이고 마지막 등식은 임의의 n-형식 x에 작용하는 n번째 스틴로드 제곱이 {\displaystyle x\cup x}라는 사실에서 따른다.
위의 방정식은 G 3와 H를 교환하는 S-이중성 하에서 불변하지 않다. 대신 Diaconescu, 무어 및 위튼은 다음과 같은 S-이중성 공변 확장을 제안했다.
{\displaystyle G_{3}\cup G_{3}+H\cup G_{3}+H\cup H=P}
여기서 P는 위상(topology)에만 의존하는, 특히 플럭스가 아닌 알려지지 않은 특성류이다. Diaconescu, Freed & Moore (2007) Diaconescu, 무어 및 위튼이 개척한 M-이론에 대한 E8 게이지 이론 접근 방식을 사용하여 P에 대한 제약 조건을 발견했다.
따라서 IIB의 D-막은 결국 뒤틀린 K-이론에 의해 분류되지 않지만 필연적으로 기본 끈과 NS5-막을 모두 분류하는 일부 알려지지 않은 S-이중성-공변 대상으로 분류된다.
그러나 뒤틀린 K-이론을 계산하기 위한 MMS 해는 프리드-위튼 변칙이 S-이중성을 존중하기 때문에 쉽게 S-공변량화된다. 따라서 MMS 구성의 S-공변량화 형태는 이 이상한 공변량 대상이 무엇인지에 대한 기하학적 설명을 알지 못한 채 집합으로서 S-공변량화 뒤틀린 K-이론을 구성하는 데 적용될 수 있다. 이 프로그램은 Evslin & Varadarajan (2003) 및 Evslin (2003a) 과 같은 여러 논문에서 수행되었으며 Evslin (2003b) 의 플럭스 분류에도 적용되었다. Bouwknegt 등. (2006) 은 이 접근법을 사용하여 3-플럭스에 대한 Diaconescu, 무어 및 위튼의 추측된 제약을 증명하고 D3-막 전하와 동일한 추가 항이 있음을 보여준다. Evslin (2006) 자이베르크 이중성의 Klebanov-Strassler 캐스케이드가 각 자이베르크 이중성에 대해 하나씩 일련의 S-이중성 MMS 순간자로 구성되어 있음을 보여준다. 군, {\displaystyle \mathbf {Z} _{N}} 보편 클래스의 {\displaystyle SU(M+N)\times SU(M)} 초대칭 게이지 이론은 원래의 뒤틀린 K 이론이 아니라 S-이중성 뒤틀린 K 이론과 일치하는 것으로 나타났다.
일부 저자는 이 퍼즐에 대해 근본적으로 다른 해를 제안했다. 예를 들어, Kriz & Sati (2005) 뒤틀린 K-이론 대신 II 끈 이론 구성을 타원 코호몰로지로 분류해야 한다고 제안한다.

## 연구자
이 분야의 저명한 연구자로는 에드워드 위튼, Peter Bouwknegt, Angel Uranga, Emanuel Diaconescu, 그레고리 무어, Anton Kapustin, 조나단슨 로젠버그, Ruben Minasian, Amihay Hanany, 히샴 사티, 나탄 자이베르크, 후안 말다세나, 알렉세이 키타예프, 다니엘 프리드 및 이고르 크리즈가 있다.

## 같이 보기
- 칼브-라몽 장

## 참고 문헌
- Bouwknegt, Peter; Evslin, Jarah; Jurco, Branislav; Varghese, Mathai; Sati, Hisham (2006), “Flux Compactifications on Projective Spaces and The S-Duality Puzzle”, 《Advances in Theoretical and Mathematical Physics》 10 (3): 345–394, arXiv:hep-th/0501110, Bibcode:2005hep.th....1110B, doi:10.4310/atmp.2006.v10.n3.a3, S2CID 15571867.
- Bouwknegt, Peter; Evslin, Jarah; Varghese, Mathai (2004), “T-Duality: Topology Change from H-flux”, 《Communications in Mathematical Physics》 249 (2): 383–415, arXiv:hep-th/0306062, Bibcode:2004CMaPh.249..383B, doi:10.1007/s00220-004-1115-6, S2CID 6041460.

- Bouwknegt, Peter; Varghese, Mathai (2000), “D-branes, B-fields and twisted K-theory”, 《Journal of High Energy Physics》 0003 (7): 007, arXiv:hep-th/0002023, Bibcode:2000JHEP...03..007B, doi:10.1088/1126-6708/2000/03/007, S2CID 12897181.
- Diaconescu, Emanuel; Freed, Daniel S.; Moore, Gregory (2007), 〈The M-theory 3-form and E8 gauge theory〉,   Miller, Haynes R.; Ravenel, Douglas C., 《Elliptic Cohomology: Geometry, Applications, and Higher Chromatic Analogues》, Cambridge University Press, 44–88쪽, arXiv:hep-th/0312069, Bibcode:2003hep.th...12069D.
- Diaconescu, Emanuel; Moore, Gregory; Witten, Edward (2003), “E8 Gauge Theory, and a Derivation of K-Theory from M-Theory”, 《Advances in Theoretical and Mathematical Physics》 6 (6): 1031–1134, arXiv:hep-th/0005090, Bibcode:2000hep.th....5090D, doi:10.4310/ATMP.2002.v6.n6.a2, S2CID 11647083.
- Evslin, Jarah (2003a), “IIB Soliton Spectra with All Fluxes Activated”, 《Nuclear Physics B》 657: 139–168, arXiv:hep-th/0211172, Bibcode:2003NuPhB.657..139E, doi:10.1016/S0550-3213(03)00154-8, S2CID 119350721.
- Evslin, Jarah (2003b), “Twisted K-Theory from Monodromies”, 《Journal of High Energy Physics》 0305 (30): 030, arXiv:hep-th/0302081, Bibcode:2003JHEP...05..030E, doi:10.1088/1126-6708/2003/05/030, S2CID 14606015.
- Evslin, Jarah (2006), 〈The Cascade is a MMS Instanton〉, 《Advances in Soliton Research》, Nova Science Publishers, 153–187쪽, arXiv:hep-th/0405210, Bibcode:2004hep.th....5210E.
- Evslin, Jarah; Varadarajan, Uday (2003), “K-Theory and S-Duality: Starting Over from Square 3”, 《Journal of High Energy Physics》 0303 (26): 026, arXiv:hep-th/0112084, Bibcode:2003JHEP...03..026E, doi:10.1088/1126-6708/2003/03/026, S2CID 2809191
- Hanany, Amihay; Kol, Barak (2000), “On Orientifolds, Discrete Torsion, Branes and M Theory”, 《Journal of High Energy Physics》 0006 (13): 013, arXiv:hep-th/0003025, Bibcode:2000JHEP...06..013H, doi:10.1088/1126-6708/2000/06/013, S2CID 11424297.
- Kapustin, Anton (2000), “D-branes in a topologically nontrivial B-field”, 《Advances in Theoretical and Mathematical Physics》 4: 127–154, arXiv:hep-th/9909089, Bibcode:1999hep.th....9089K, doi:10.4310/ATMP.2000.v4.n1.a3, S2CID 853130.
- Kriz, Igor; Sati, Hisham (2005), “Type IIB String Theory, S-Duality, and Generalized Cohomology”, 《Nuclear Physics B》 715 (3): 639–664, arXiv:hep-th/0410293, Bibcode:2005NuPhB.715..639K, doi:10.1016/j.nuclphysb.2005.02.016, S2CID 16552348.
- Maldacena, Juan; Moore, Gregory; Seiberg, Nathan (2001), “D-Brane Instantons and K-Theory Charges”, 《Journal of High Energy Physics》 0111 (62): 062, arXiv:hep-th/0108100, Bibcode:2001JHEP...11..062M, doi:10.1088/1126-6708/2001/11/062, S2CID 15132458.
- Minasian, Ruben; Moore, Gregory (1997), “K-theory and Ramond-Ramond charge”, 《Journal of High Energy Physics》 9711 (2): 002, arXiv:hep-th/9710230, Bibcode:1997JHEP...11..002M, doi:10.1088/1126-6708/1997/11/002, S2CID 3095614.
- Olsen, Kasper; Szabo, Richard J. (1999), “Constructing D-Branes from K-Theory”, 《Advances in Theoretical and Mathematical Physics》 3 (4): 889–1025, arXiv:hep-th/9907140, Bibcode:1999hep.th....7140O, doi:10.4310/ATMP.1999.v3.n4.a5, S2CID 117445831.
- Rosenberg, Jonathan (1989), “Continuous-Trace Algebras from the Bundle Theoretic Point of View”, 《Journal of the Australian Mathematical Society, Series A》 47 (3): 368–381, doi:10.1017/S1446788700033097.
- Uranga, Angel M. (2001), “D-brane probes, RR tadpole cancellation and K-theory charge”, 《Nuclear Physics B》 598 (1–2): 225–246, arXiv:hep-th/0011048, Bibcode:2001NuPhB.598..225U, doi:10.1016/S0550-3213(00)00787-2, S2CID 15021358.
- Varghese, Mathai; Sati, Hisham (2004), “Some Relations between Twisted K-theory and E8 Gauge Theory”, 《Journal of High Energy Physics》 0403 (16): 016, arXiv:hep-th/0312033, Bibcode:2004JHEP...03..016M, doi:10.1088/1126-6708/2004/03/016, S2CID 119380196.
- Witten, Edward (1998), “D-Branes and K-Theory”, 《Journal of High Energy Physics》 9812 (19): 019, arXiv:hep-th/9810188, Bibcode:1998JHEP...12..019W, doi:10.1088/1126-6708/1998/12/019, S2CID 14970516.

## 참고 문헌(응축 물질 물리학)
- Kitaev, Alexei (2009), “Periodic table for topological insulators and superconductors”, 《AIP Conference Proceedings》 1134 (1): 22–30, arXiv:0901.2686, Bibcode:2009AIPC.1134...22K, doi:10.1063/1.3149495, S2CID 14320124.
- Horava, Petr (2005), “Stability of Fermi Surfaces and K Theory”, 《Physical Review Letters》 95 (16405): 016405, arXiv:hep-th/0503006, Bibcode:2005PhRvL..95a6405H, doi:10.1103/physrevlett.95.016405, PMID 16090638, S2CID 15197829.
- Roy, Rahul; Fenner Harper (2017), “Periodic Table for Floquet Topological Insulators”, 《Physical Review B》 96 (15): 155118, arXiv:1603.06944, Bibcode:2017PhRvB..96o5118R, doi:10.1103/PhysRevB.96.155118, S2CID 119270701.